# Rosemary Harris
Rosemary Harris (* 19. září 1927 Ashby-de-la-Zouch) je anglická herečka. Profesionální kariéru zahájila koncem 40. let, již v roce 1951 hrála v New Yorku ve hře The Climate of Eden od Mosse Harta. V následujících letech střídala Londýn a New York, filmovým debutem byl snímek Beau Brummell (1954). Později hrála v řadě dalších filmů a nadále se věnovala divadlu, ztvárnila například Ofélii v Hamletovi a Desdemonu v televizní adaptaci Othella. V roce 2002 ztvárnila roli tety May Parkerové v superhrdinském filmu Spider-Man, kterou si zopakovala i v pokračováních Spider-Man 2 (2004) a Spider-Man 3 (2007). Za různé role získala Zlatý glóbus a ceny National Board of Review, Primetime Emmy, Tony, Drama Desk, Obie a Gotham, za roli ve filmu Tom a Viv (1994) byla nominována na Oscara. V letech 1959–1967 byl jejím manželem americký herec a režisér Ellis Rabb, od roku 1967 až do jeho smrti v roce 2018 byla vdaná za spisovatele Johna Ehlea, s nímž má dceru Jennifer, herečku.